# Szacharogliceridek
A szacharogliceridek alatt általában növényi eredetű zsírsavak szacharózzal (szacharóz) alkotott észtereit értjük. A zsírsavak általában növényi eredetűek, de az állati eredet sem zárható ki. Az állati eredetről kizárólag a gyártó adhat felvilágosítást, ugyanis ezek a növényi és állati eredetű zsírsavak kémiailag tökéletesen megegyeznek. Általában oldószer jelenléte nélkül, zsírsavak és szacharóz összekeverésével állítják elő. Élelmiszeripari felhasználásra gyártott szacharogliceridek esetén csak a következő anyagok használhatók oldószerként: dimetil-formamid, ciklohexán, izobután és etil-acetát.

## Élelmiszeripari felhasználásuk
Emulgeálószerként és stabilizálószerként, számos élelmiszerben megtalálhatók E474 néven. Előfordulhatnak tejtermékekben, jégkrémekben, gyümölcsételekben, húsételekben, tésztafélékban, valamint diétás élelmiszerekben.

## Egészségügyi hatások
Napi maximum beviteli mennyisége 16 mg/testsúlykg. Allergén és toxikus hatások nem ismertek. A szervezetben más zsírokhoz hasonlóan lebomlanak.